# Cheltenham Festivals

La ville de Cheltenham accueille chaque année des festivals de jazz, musique classique, science et littérature.

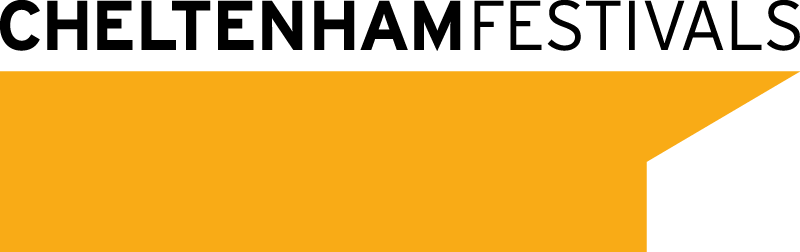
[http://www.cheltenhamfestivals.com Cheltenham Festivals

## Introduction
Cheltenham Festivals est une institution caritative qui organise quatre festivals chaque année dans la station thermale de Cheltenham : jazz, musique classique, science et littérature. En plus de cela, elle aide à promouvoir l’utilisation de salles de spectacle pour des événements privés et commerciaux (mariages et fêtes, conférences, présentations, etc.).
Elle dirige aussi un vaste programme éducatif, comprenant des manifestations ayant des liens avec chacun des festivals.
Dans le but de faire participer la population locale, de telles manifestations peuvent aller de journées d’activités en famille à des performances un peu partout au niveau local.

## Festivals

### Jazz
Budvar Cheltenham Jazz Festival (en), en association avec la BBC Radio 2.
- créé en 1996
- ce festival propose une programmation variée et hardie, essayant de repousser les limites stylistiques établies par les autres festivals, ainsi que de toucher de nouveaux publics pour le jazz. Étroitement lié avec la BBC Radio2, il est aussi réputé pour son innovation et sa créativité
- les éditions précédentes ont pu voir défiler Herbie Hancock, Ornette Coleman, Chick Corea, John Scofield, Jamie Cullum, Gilles Peterson, Jools Holland, Charles Lloyd, Bennie Maupin, Bob Brookmeyer, Madeleine Peyroux, the Guillemots, Curtis Stigers, Kyle Eastwood, Koop et le BBC Big Band, The Cinematic Orchestra, Zoe Rahman, Eartha Kitt, Van Morrison, Maceo Parker, Gwyneth Herbert, Tim Berne ou encore Mr. Scruff.

### Science
Le Times Cheltenham Science Festival (en)
- créé en 2002
- ce festival se risque à se livrer à des sujets à la fois divertissants, stimulants et controversés, ainsi qu’à des expériences faites par des scientifiques renommés. Il accueille également le concours NESTA FameLab, une compétition basée sur le talent scientifique
- les invités des années précédentes comptent parmi eux : Robert Winston, Richard Dawkins, Richard Hammond, Tony Robinson, Jonathon Porritt, Kevin Conrad, Colin Pillinger et Adam Hart-Davis.

### Musique
HSBC Cheltenham Music Festival
- créé en 1945
- véritable célébration estivale de la musique classique, ce festival est aussi le plus vieux membre de la famille des Festivals de Cheltenham. Les événements varient d’ateliers gratuits en famille à des projets menés par de jeunes artistes, à travers des performances de musiciens réputés et la promotion de compositeurs contemporains.
- Parmi les artistes présents les années précédentes, on trouve Marc-André Hamelin, Craig Ogden, Calefax, le Dante Quartet, Noam Greenberg, Ingrid Fliter, Danjulo Ishizaka, the Pavel Haas Quartet, Danjulo Ishizaka, Allan Clayton, Paul Lewis, Manchester Camerata, le Schubert Ensemble, Ailish Tynan, Gareth Hancock, Alekzandar Madzar, Sir Peter Maxwell-Davies, John Potter, Kathryn Tickell, James Gilchrist et Taraf de Haidouks.

### Littérature
Le Times Cheltenham Literature Festival (en)
- créé en 1949
- À présent établi comme l’un des principaux événements littéraires du Royaume-Uni, c’est aussi le plus ancien festival de littérature du monde. La plupart des grands noms de la littérature moderne sont passés par ce festival, à un moment donné depuis sa 1re édition
- Par exemple : Toni Morrison, Ian Rankin, Kate Adie, Patrick Stewart, Richard Attenborough, Simon Schama, David Starkey, Antony Sher, Michael Parkinson, Terry Jones, Tony Robinson, Sandi Toksvig, Dawn French, Simon Armitage, Clive James, Ruth Rendell, Alexander McCall Smith, Bruce Parry, Ray Mears, Frank Skinner, Janet Street-Porter, Roger Moore, Tony Curtis, John Barrowman, Russell T Davies, Dave Gorman, Charley Boorman, Alexei Sayle et Mark Thomas.

## Plus d’infos
Cheltenham Festivals comprend deux des plus anciens festivals du Royaume-Uni, et deux des plus récents. Le premier festival de musique classique est apparu en 1945, suivi par le festival de littérature en 1949. Ces derniers ont été rejoints par le premier festival de jazz en 1996, puis par le festival de science en 2002.
Avec ses 4 festivals, Cheltenham Festivals accueille des centaines d’événements répartis sur 12 mois. 
Avec des ventes combinées atteignant les 125 000 tickets par an, chacun des festivals possède aujourd’hui une renommée internationale.
Chaque festival est produit par un directeur artistique. Un engagement à promouvoir un travail innovant et à supporter de jeunes artistes permet d’assurer aux festivals une constante évolution et de toujours recevoir une couverture médiatique internationale avec des invités et des visiteurs venus du monde entier. En plus de cela, un programme éducatif vise à amener les festivals aux écoles et à la communauté locale, permettant ainsi de générer de nouveaux publics.
Précédemment lié au Council de Cheltenham, les 4 festivals sont devenus indépendants en 2006, en devenant collectivement les Cheltenham Festivals. Étant une organisation caritative, elle possède ses propres équipes de marketing, d’éducation et de développement et, pour la première fois dans son histoire, une directrice : Donna Renney.